# リディア・ゲイレル・テハダ
リディア・ゲイレル・テハダ（スペイン語: Lidia Gueiler Tejada、1921年8月28日 - 2011年5月9日）は、ボリビア暫定大統領（在任：1979年 - 1980年）。ボリビア初の女性元首であり、米州全体では2人目となっている（1人目は1974年から1976年までのアルゼンチン大統領イサベル・ペロン）。アメリカの女優のラクエル・ウェルチは母方のいとこである。

## 初期の経歴
ゲイレルはドイツ人移民のモイセス・ゲイレル・グルネヴェルト（Moisés Gueiler Grunewelt）とボリビア人のラケル・テハダ・アルボルノス（Raquel Tejada Albornoz）の娘として、コチャバンバで生まれた。会計士となるための教育を受けた。1940年代に民族革命運動党に入党した。1952年の革命で民族革命運動党が権力の座を勝ち取ると、ゲイレルは多民族立法議会の議員になった（1956年から1964年まで）。1964年、アルフレッド・オバンド・カンディアとレネ・バリエントス・オルトゥーニョによる1964年ボリビア軍事クーデターで民族革命運動党が与党から引きずり降ろされると、ゲイレルも外国に逃亡、以降15年間帰国しなかった。同時期にフアン・レチン・オケンドの民族左翼革命党に入党した。
革命左翼戦線では副総裁に就任した。
1979年にボリビアに帰国すると、ゲイレルは議会選挙に出馬、元大統領ビクトル・パス・エステンソロと連携して下院の議長に選出された。
1979年ボリビア総選挙で過半数を得た大統領候補がいなかったため、大統領当選者の決定権が議会に委ねられた。しかし、何度投票しても結論が出ず、代わりに元上院議長ワルター・ゲバラ博士が1980年の再選挙を行うための暫定大統領に就任した。ゲバラは直後にアルベルト・ナトゥシュによる諸聖人の虐殺という軍事クーデターで廃位された。しかし、フアン・レチンのボリビア労働者中央本部が全国ゼネストを呼び掛けたため、ナトゥシュは権力の座に16日間しか留まれず、メンツを保つために議会からゲバラを再任させないと譲歩させただけだった。

## 大統領時代
上記の条件が受け入れられ、当時下院議長だったリディア・ゲイレル率いる臨時政府が成立した。彼女は1980年ボリビア総選挙（1980年6月29日）を行った。

### クーデターで廃位
しかし、選挙の当選者が議員に就任する前にゲイレルがルイス・ガルシア・メサ将軍率いる右翼軍部クーデターで廃位された。ゲイレルは出国してフランスに向かい、1982年に独裁政権が倒れるまでフランスに留まった。

## 大統領退任以降
以降は主に外交分野で活躍、駐コロンビア大使、駐西ドイツ大使、駐ベネズエラ大使を歴任した。1990年代中期に公的生活から引退した。
ゲイレルはボリビアにおける多くのフェミニスト組織と関連を持った。彼女はアメリカが後援した麻薬戦争、特にプラン・コロンビアに反対した。
著作に1960年のLa mujer y la revolución（「女性と革命」）と2000年の自伝Mi pasión de lidereza（「私の指導者としての情熱」）がある。
2009年6月、人権財団のボリビアにおける名誉会長に就任した。
長い闘病生活の後、2011年5月9日にラパスで死去した。